# Bombardeamento de Dresden
O bombardeamento ou bombardeio de Dresden foi um bombardeamento aéreo militar efetuado durante a Segunda Guerra Mundial pelos aliados da Força Aérea Real (RAF) e as Forças Aéreas do Exército dos Estados Unidos (USAAF) entre 13 e 15 de fevereiro de 1945. Em quatro ataques-surpresa, 1 300 bombardeiros pesados lançaram mais de 3 900 toneladas de dispositivos incendiários e bombas altamente explosivas na cidade, a capital barroca do estado alemão de Saxônia. O bombardeio destruiu 39 quilômetros quadrados do centro da cidade. Cerca de 22 mil pessoas, a maioria civis, foram mortos nos bombardeios.
Um relatório da Força Aérea dos Estados Unidos escrito em 1953 por Joseph W. Angell defendeu a operação como o bombardeamento justificado de um alvo militar, industrial e centro importante de transportes e comunicação, sediando 110 fábricas e 50 000 trabalhadores em apoio ao esforço de guerra nazista. Em contrapartida, alguns pesquisadores argumentaram que nem toda a infraestrutura comunicacional, como pontes, foram de fato alvo do bombardeio, assim como extensas áreas industriais distantes do centro da cidade. Alega-se que Dresden era um marco cultural de pouca ou nenhuma significância militar, uma "Florença do Elba", como era conhecida, e que os ataques foram um bombardeio indiscriminado e desproporcional aos correspondentes ganhos militares. Na conferência de Yalta, a União Soviética pediu que fossem adotados bombardeios a favor da resistência alemã, proposta rejeitada por Reino Unido e Estados Unidos.

## Contexto
No início de 1945, com a situação militar da Alemanha em deterioração, especialmente após a derrota nazista na Batalha das Ardenas, as forças aliadas consideraram maneiras de acelerar o fim da guerra na Europa. No leste, o Exército Vermelho havia avançado até 70 quilômetros de Berlim e a inteligência britânica previu que a Alemanha poderia colapsar até meados de abril se os soviéticos conseguissem romper suas defesas orientais. Apesar desse progresso, havia preocupações entre os Aliados sobre a capacidade de resistência da Alemanha e o medo de uma guerra prolongada. Isso levou à reavaliação da Operação Thunderclap, um bombardeio em grande escala de cidades alemãs estratégicas como Dresden, com o objetivo de paralisar os movimentos de tropas e evacuações civis, o que poderia ajudar a ofensiva soviética.
A coordenação entre britânicos e soviéticos aumentou à medida que os Aliados buscavam interromper as defesas e linhas de abastecimento alemãs. O Marechal do Ar Charles Portal e outros líderes militares britânicos propuseram ataques aéreos em Dresden, Berlim, Leipzig e Chemnitz, visando entroncamentos ferroviários e infraestrutura de comunicação para criar caos. O bombardeio de Dresden, que mais tarde se tornaria infame, foi realizado para dificultar a movimentação de tropas alemãs da frente ocidental e desacelerar as evacuações civis. Embora fosse um plano dos aliados ocidentais, a liderança soviética foi informada da operação com antecedência, alinhando-a aos seus objetivos estratégicos mais amplos.
De acordo com a Real Força Aérea Britânica (RAF) na época, Dresden era a sétima maior cidade da Alemanha e a maior área construída não bombardeada restante. O historiador britânico Frederick Taylor afirmou que, em um guia oficial de 1942 para a cidade, a descreveu como "um dos principais locais industriais do Reich" e em 1944 o Escritório de Armas do Alto Comando do Exército Alemão listou 127 fábricas e oficinas de médio a grande porte que estavam fornecendo material ao exército alemão. No entanto, de acordo com alguns historiadores, a contribuição de Dresden para o esforço de guerra alemão pode não ter sido tão significativa quanto os planejadores pensavam.

## O bombardeio

### Noite de 13 para 14 de fevereiro

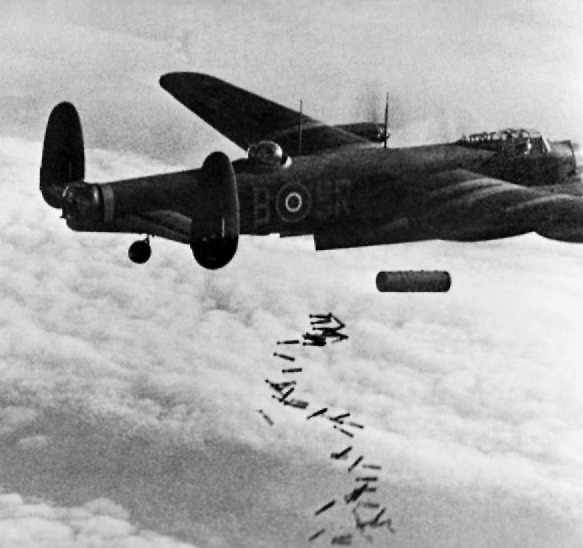
Um bombardeiro britânico Avro Lancaster despejando 1.800 quilos de bombas.

O ataque a Dresden estava inicialmente previsto para começar com um bombardeio da Oitava Força Aérea dos Estados Unidos em 13 de fevereiro de 1945, mas o mau tempo impediu a operação, deixando a responsabilidade para a Força Aérea Britânica (RAF). A estratégia era realizar um ataque duplo, com uma segunda onda de bombardeiros três horas após a primeira, quando as equipes de resgate estivessem tentando controlar os incêndios. Naquela noite, enquanto outras cidades eram bombardeadas para confundir as defesas alemãs, 254 aviões Lancasters carregados com explosivos e bombas incendiárias partiram para Dresden. As bombas de alto impacto visavam expor o interior dos edifícios para alimentar os incêndios causados pelas incendiárias.
A primeira onda de bombardeios começou às 22h13 e, em apenas quinze minutos, devastou uma área de aproximadamente dois quilômetros de largura. Três horas depois, uma segunda onda de bombardeiros Lancaster, guiada pelas chamas já visíveis a 140 km de distância, expandiu o ataque para outros pontos da cidade, incluindo a estação ferroviária principal e o Großer Garten, um grande parque da região. Entre 01h21 e 01h45, essa nova onda lançou mais de 1 800 toneladas de bombas, intensificando a destruição e o caos em Dresden.

### 14 e 15 de fevereiro

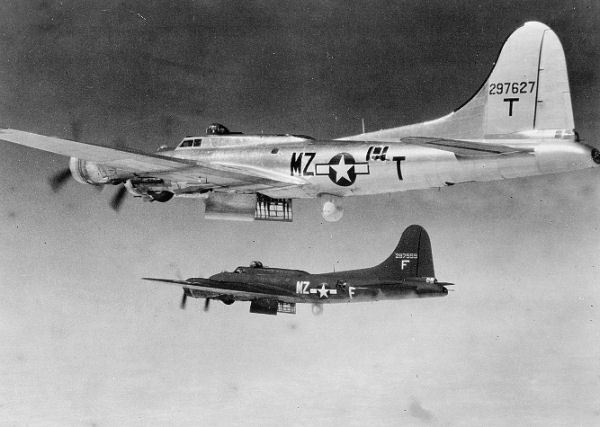
Aeronaves americanas B-17 com seus radares H2X.

Na manhã de 14 de fevereiro de 1945, cerca de 431 bombardeiros (a maioria Boeing B-17 Flying Fortress) da Força Aérea dos Estados Unidos foram enviados para atacar Dresden, com outros alvos planejados em Chemnitz, Magdeburg e Wesel. Protegidos por 784 caças P-51 Mustang, os bombardeiros lançaram 771 toneladas de bombas sobre Dresden, onde uma coluna de fumaça já atingia 4.600 metros de altura. A maioria dos aviões usou radares H2X para bombardeios devido às nuvens, o que resultou na dispersão das bombas em uma área ampla da cidade. Alguns bombardeiros erraram seus alvos e atacaram cidades como Praga e Pilsen por engano.
Embora um jornal nazista tenha alegado que civis foram metralhados durante os ataques, historiadores como Götz Bergander e Helmut Schnatz não encontraram evidências para apoiar essas afirmações. Testemunhas oculares e análises posteriores concluíram que não houve metralhamento intencional, apenas balas perdidas de combates aéreos que podem ter atingido o solo.
No dia seguinte, em 15 de fevereiro, novos bombardeios foram realizados em Dresden, mas devido às condições climáticas, as bombas caíram sobre subúrbios e cidades vizinhas, como Meissen e Pirna, sem atingir os alvos estratégicos planejados.

### Resposta defensiva alemã
As defesas aéreas de Dresden estavam esgotadas pela necessidade de mais armamento para lutar contra o Exército Vermelho e a cidade perdeu sua última bateria antiaérea maciça em janeiro de 1945. A essa altura da guerra, a Luftwaffe estava severamente prejudicada pela escassez de pilotos e combustível para aeronaves; o sistema de radar alemão também estava degradado, diminuindo o tempo de alerta para se preparar para ataques aéreos. A RAF também tinha uma vantagem sobre os alemães no campo de contramedidas eletrônicas de radar.
Dos 796 bombardeiros britânicos que participaram do ataque, seis foram perdidos, três deles atingidos por bombas lançadas por aeronaves voando sobre eles. No dia seguinte, apenas um único bombardeiro americano foi abatido, pois a grande força de escolta conseguiu impedir que os caças diurnos da Luftwaffe interrompessem o ataque.

### Situação no chão

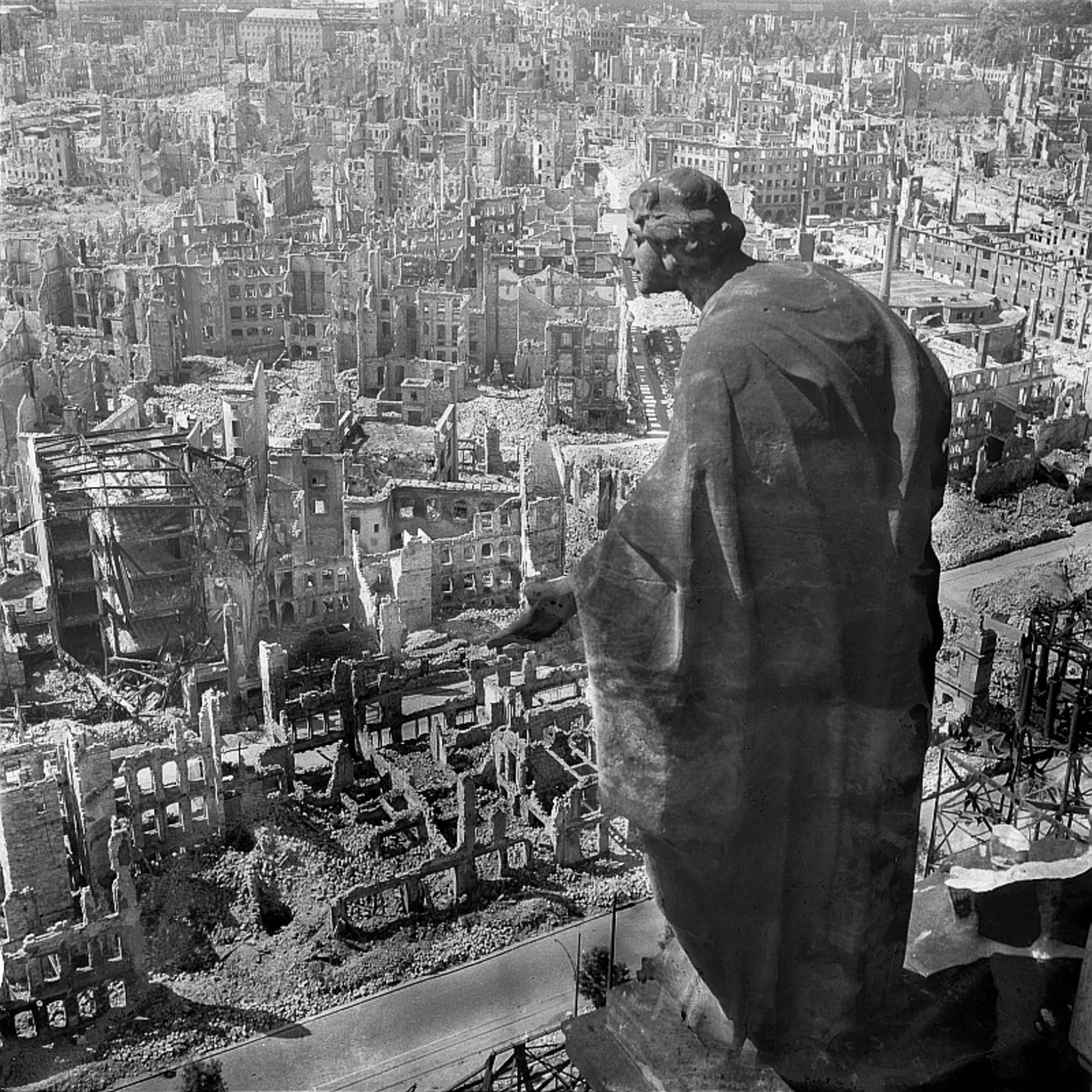
Dresden vista de Rathaus (prefeitura) em 1945, mostrando a destruição.

As sirenes em Dresden começaram a soar às 21h51 (CET), alertando sobre a aproximação de uma grande formação de bombardeiros inimigos. Inicialmente, acreditava-se que Leipzig seria o alvo, mas logo foi confirmado que os bombardeiros estavam na área de Dresden. A cidade estava praticamente indefesa e os caças noturnos disponíveis demoraram para entrar em ação. Às 22h03, foi emitido um aviso definitivo de ataque, e milhares de pessoas fugiram para o parque Großer Garten. Contudo, o segundo ataque, ocorrido sem aviso prévio, atingiu essas pessoas no parque, e o terceiro ataque aéreo começou às 11h30 da manhã seguinte com bombardeiros americanos.
Dresden tinha poucos abrigos públicos contra bombardeios, sendo o maior deles sob a estação ferroviária principal, onde se abrigaram cerca de 6 000 refugiados. A maioria das pessoas buscou proteção em porões, que haviam sido modificados com paredes finas para facilitar a fuga entre os edifícios em caso de emergência. No entanto, com a cidade em chamas, essas rotas de fuga se tornaram armadilhas mortais, resultando na morte de milhares de pessoas que ficaram presas entre os prédios em colapso. O relatório da polícia de Dresden indicou que o centro histórico e os subúrbios orientais da cidade foram devastados por um incêndio maciço que destruiu cerca de 12 000 residências e diversas instalações militares e civis.
A destruição foi imensa, atingindo tanto instalações militares quanto civis. O relatório apontou a destruição de hospitais, escolas, cinemas, igrejas, fábricas e diversos outros prédios comerciais e administrativos. A infraestrutura da cidade foi severamente danificada, incluindo 200 fábricas, das quais 136 sofreram danos graves. Além disso, muitos dos edifícios residenciais da cidade também foram destruídos ou danificados, o que aumentou significativamente o número de desabrigados.
Apesar da devastação, o ministro do Reich, Albert Speer, afirmou em seu interrogatório pós-guerra que a recuperação industrial de Dresden após os bombardeios foi rápida. Mesmo com a destruição generalizada, a capacidade de produção industrial da cidade foi restabelecida em um curto período de tempo.

### Resposta política alemã

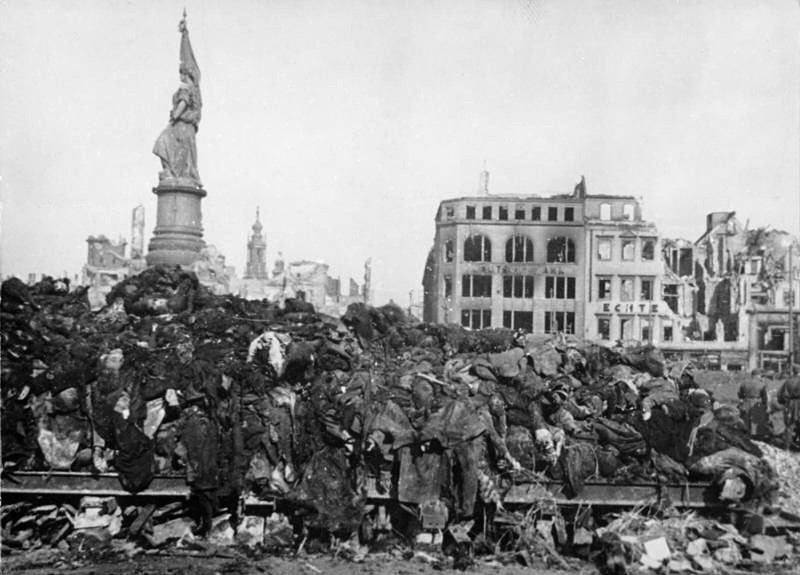
Uma pilha de corpos antes da cremação.

O desenvolvimento de uma resposta política alemã ao ataque tomou várias reviravoltas. Inicialmente, parte da liderança política, especialmente Robert Ley e Joseph Goebbels, queriam usar o ataque como pretexto para abandonar as Convenções de Genebra na Frente Ocidental. No final, a única ação política que o governo alemão tomou foi explorar o bombardeio para fins de propaganda. Goebbels teria chorado de raiva por vinte minutos após ouvir a notícia da catástrofe, antes de espernear sobre Hermann Göring, o comandante da Luftwaffe, dizendo: "Se eu tivesse o poder, arrastaria esse covarde inútil, esse marechal do Reich, perante um tribunal. ... Quanta culpa esse parasita não carrega por tudo isso, que devemos à sua indolência e amor por seus próprios confortos. ...". Em 16 de fevereiro, o Ministério da Propaganda nazista emitiu um comunicado à imprensa que afirmava que Dresden não tinha indústrias de guerra; era uma cidade de cultura, ignorando completamente as centenas de fábricas da região. Historiadores alemães posteriormente desafiariam a visão predominante da propaganda nazista de Dresden era uma cidade "indefesa e inocente".

### Reação Aliada
Após o bombardeio de Dresden, a liderança Aliada inicialmente defendeu os ataques como uma ação militar necessária. Tanto figuras políticas quanto militares apontaram para a importância de Dresden como um centro de transporte, logística e centro industrial que apoiava o esforço de guerra alemão. As ferrovias, linhas de comunicação e instalações de produção militar da cidade foram vistas como alvos legítimos e o bombardeio foi enquadrado como parte de uma estratégia mais ampla para enfraquecer a capacidade da Alemanha de continuar lutando.
No entanto, à medida que a extensão da destruição e das baixas civis se tornava clara, as críticas públicas aumentaram e alguns líderes começaram a questionar a decisão. O primeiro-ministro britânico Winston Churchill inicialmente apoiou o bombardeio, mas depois expressou reservas. Em um memorando escrito em março de 1945, Churchill pediu uma reavaliação do bombardeio de cidades alemãs, enfatizando a necessidade de atingir objetivos militares de forma mais precisa, em vez de se envolver em destruição generalizada por causa do terror.
Nos Estados Unidos, líderes militares como o General Carl Spaatz continuaram a justificar o ataque, focando no valor militar de Dresden. No entanto, a enorme escala de destruição, combinada com baixas civis, levou a debates éticos, particularmente quando a guerra estava se aproximando do fim. Críticas internacionais e preocupações crescentes sobre a moralidade do bombardeio estratégico pressionaram os líderes aliados a reconsiderar suas táticas nos estágios finais da guerra.

## Números

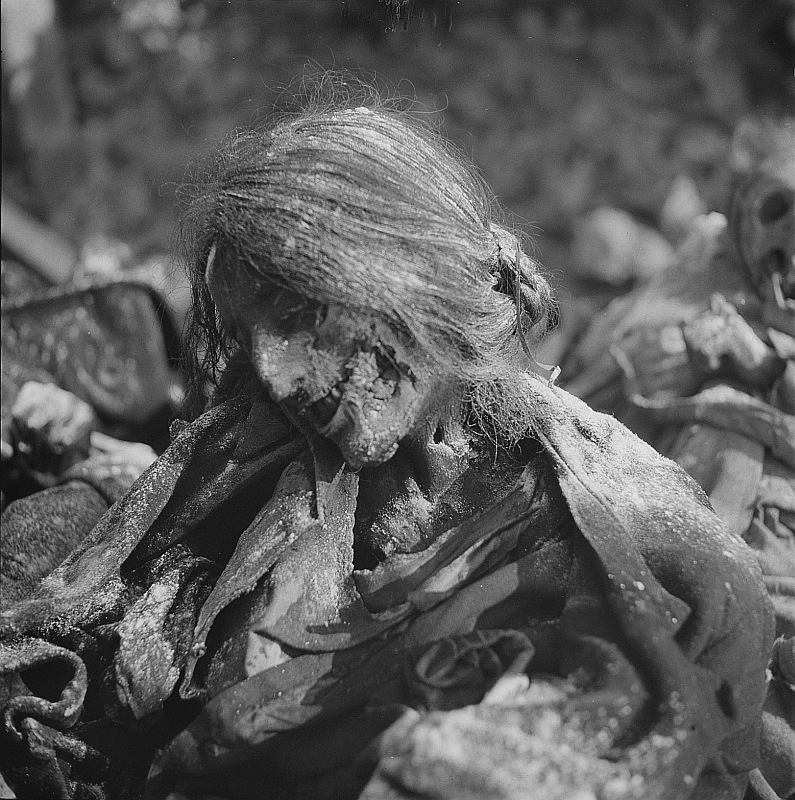
Corpo de uma mulher em um abrigo antiaéreo, morta durante os bombardeios. A esmagadora maioria dos mortos eram civis.

Nas primeiras décadas após a guerra, as estimativas de mortos chegavam a 250 000. Este número vem, principalmente, de informações falsas divulgadas pelo Ministério da Propaganda Nazista. Uma investigação independente encomendada pelo conselho municipal de Dresden em 2010 chegou a um total mínimo de 22 700 vítimas, com um número máximo de mortos em torno de 25 000 pessoas. Atualmente, grupos de extrema-direita na Alemanha costumam usar Dresden como um exemplo de equivalência moral entre os Aliados e os nazistas, pintando estes últimos como vítimas, chamando o bombardeio em Dresden de "O Holocausto das Bombas". Tais argumentações são desconsideradas por cientistas políticos e historiadores.
Em comparação direta com a Operação Gomorra (bombardeio sobre a cidade alemã de Hamburgo em 1943), onde se registrou uma das maiores operações aéreas de bombardeamento realizadas pela Força Aérea Real conjuntamente com a Força Aérea dos Estados Unidos, matando, aproximadamente, 50 000 civis e destruindo praticamente toda a cidade, e ao bombardeio de Pforzheim em 1945, que matou aproximadamente 18 000 civis, os ataques aéreos em Dresden não podem ser considerados os mais graves da Segunda Guerra Mundial.

## Debate
A justificativa usada era de minar a economia do Reich a partir do assassinato da mão-de-obra local e executar a estratégia da terra arrasada em caso de ocupação soviética. No entanto, eles continuam conhecidos como um dos piores exemplos de sacrifício civil provocado por bombardeio estratégico, ocupando lugar de destaque entre as causes célèbres morais da guerra.
Discussões pós-guerra, lendas populares, revisionismo histórico e propagandismo da Guerra Fria levantaram debates entre comentaristas, oficiais e historiadores a respeito da fundamentação ou não do bombardeio, e se sua realização teria constituído um crime de guerra.
Apesar de nenhum dos envolvidos no bombardeio de Dresden jamais ter sido acusado de crime de guerra, muitos defendem que o bombardeio foi de facto um crime de guerra. Segundo o Dr. Gregory H. Stanton, advogado e presidente da Genocide Watch: 
O Holocausto nazista está entre os genocídios mais perversos da história. Mas o bombardeio de Dresden pelos Aliados e a destruição nuclear de Hiroshima e Nagasaki também foram crimes de guerra...— Gregory H. Stanton
Vários fatores fizeram deste bombardeio um ponto único de discórdia e debate. Em primeiro lugar, estão as afirmações exageradas do governo nazista imediatamente depois do fato, que se baseavam na beleza da cidade, sua importância como ícone cultural; a criação deliberada de uma tempestade de fogo; o número de vítimas; até que ponto era um alvo militar necessário; e o fato de ter sido atacado no final da guerra, levantando a questão de saber se o bombardeio foi necessário para acelerar o fim.
Do ponto de vista militar, o bombardeio atingiu o efeito pretendido de inutilizar a indústria bélica nazista em Dresden. Estima-se que pelo menos 23% dos edifícios industriais da cidade foram destruídos ou severamente danificados. Os danos a outras infraestruturas e comunicações foram imensos, o que teria limitado severamente o uso potencial de Dresden para deter o avanço soviético. De acordo com um relatório da Divisão Histórica da Força Aérea (USAFHD): 
As forças e meios específicos empregados nos bombardeios de Dresden estavam de acordo com as forças e meios empregados pelos Aliados em outros ataques aéreos contra alvos comparáveis na Alemanha. Os bombardeios de Dresden alcançaram os objetivos estratégicos subjacentes ao ataque e foram de importância mútua para os Aliados e os Russos.

## Imagens

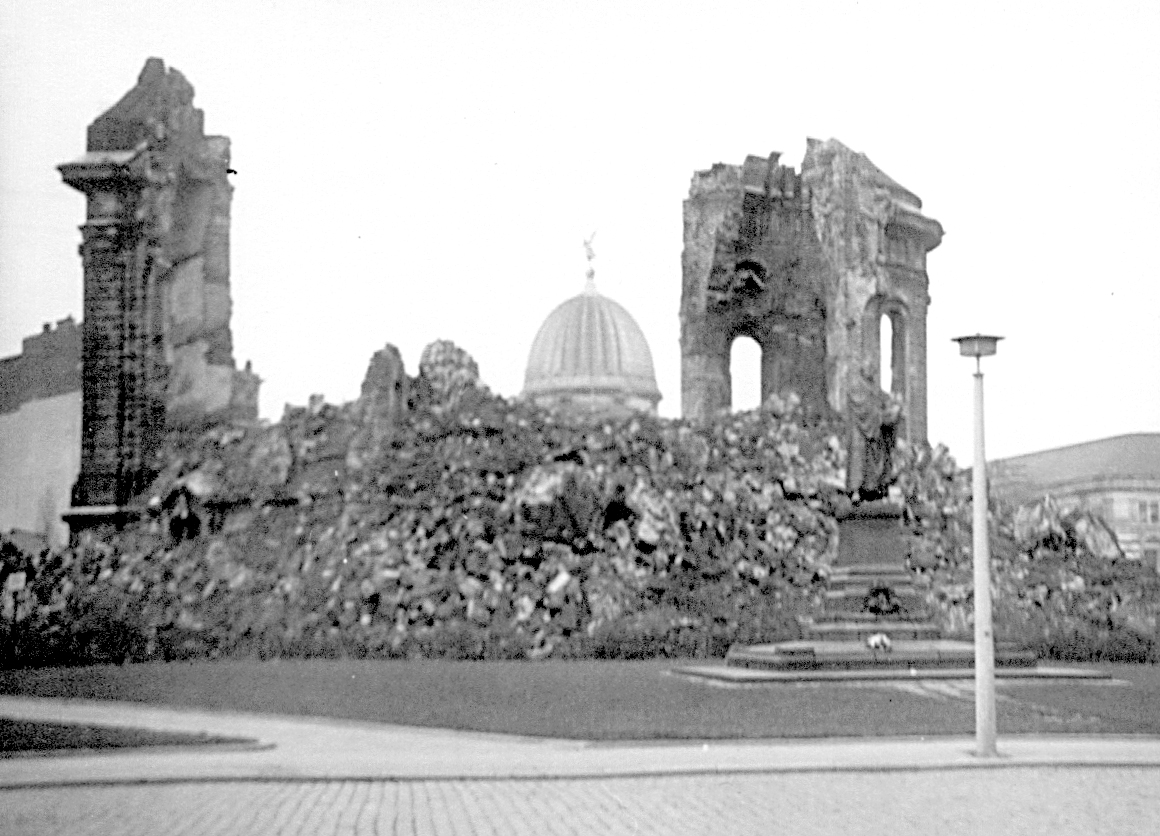
Frauenkirche
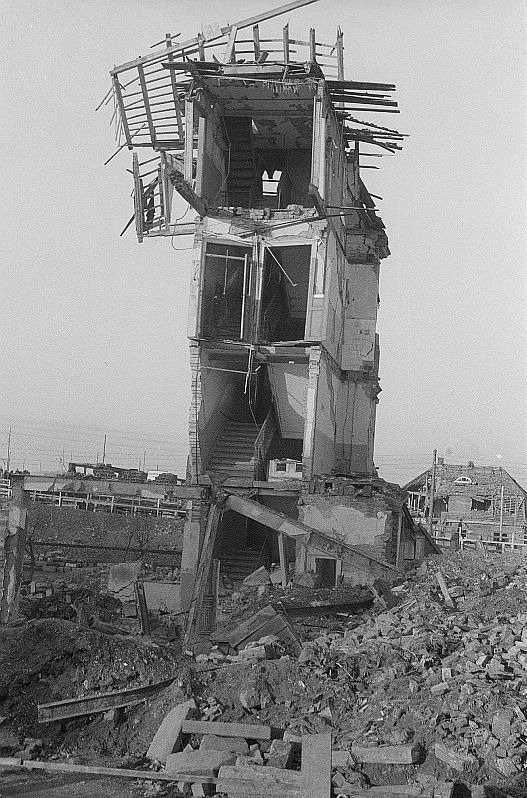
Treppenhaus 1945
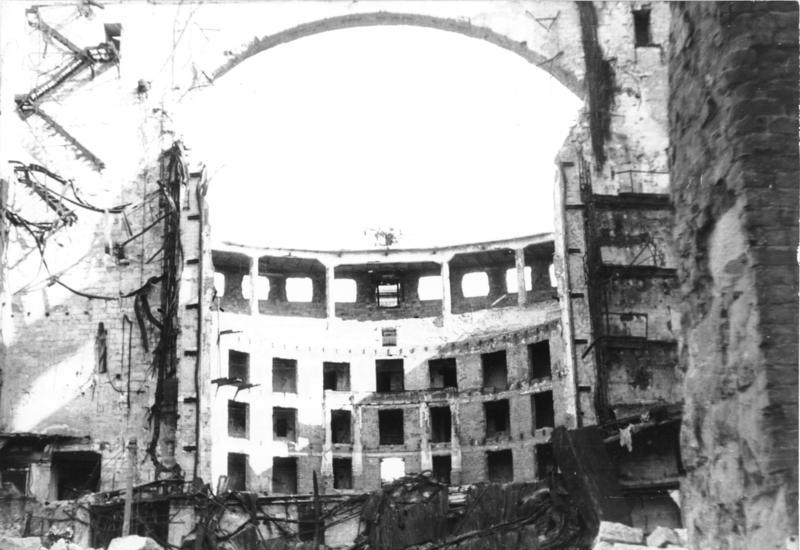
Semperoper
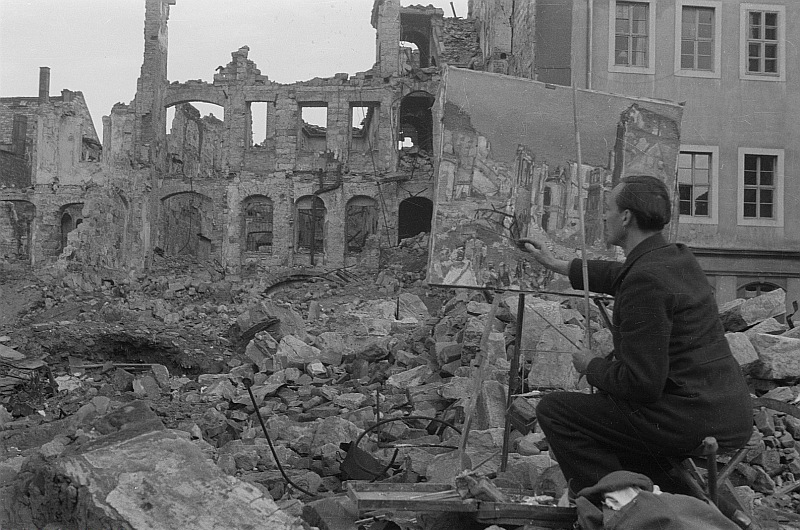
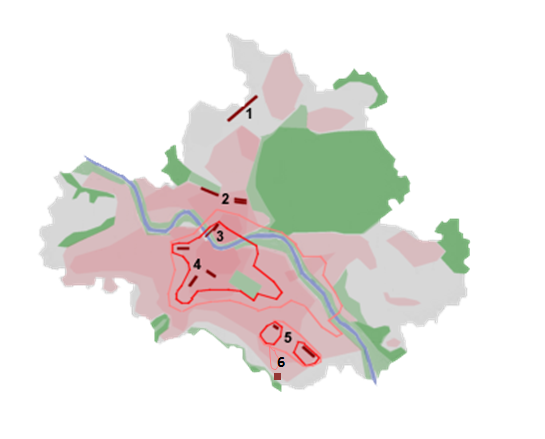
Mapa da cidade, com as áreas de bombardeio
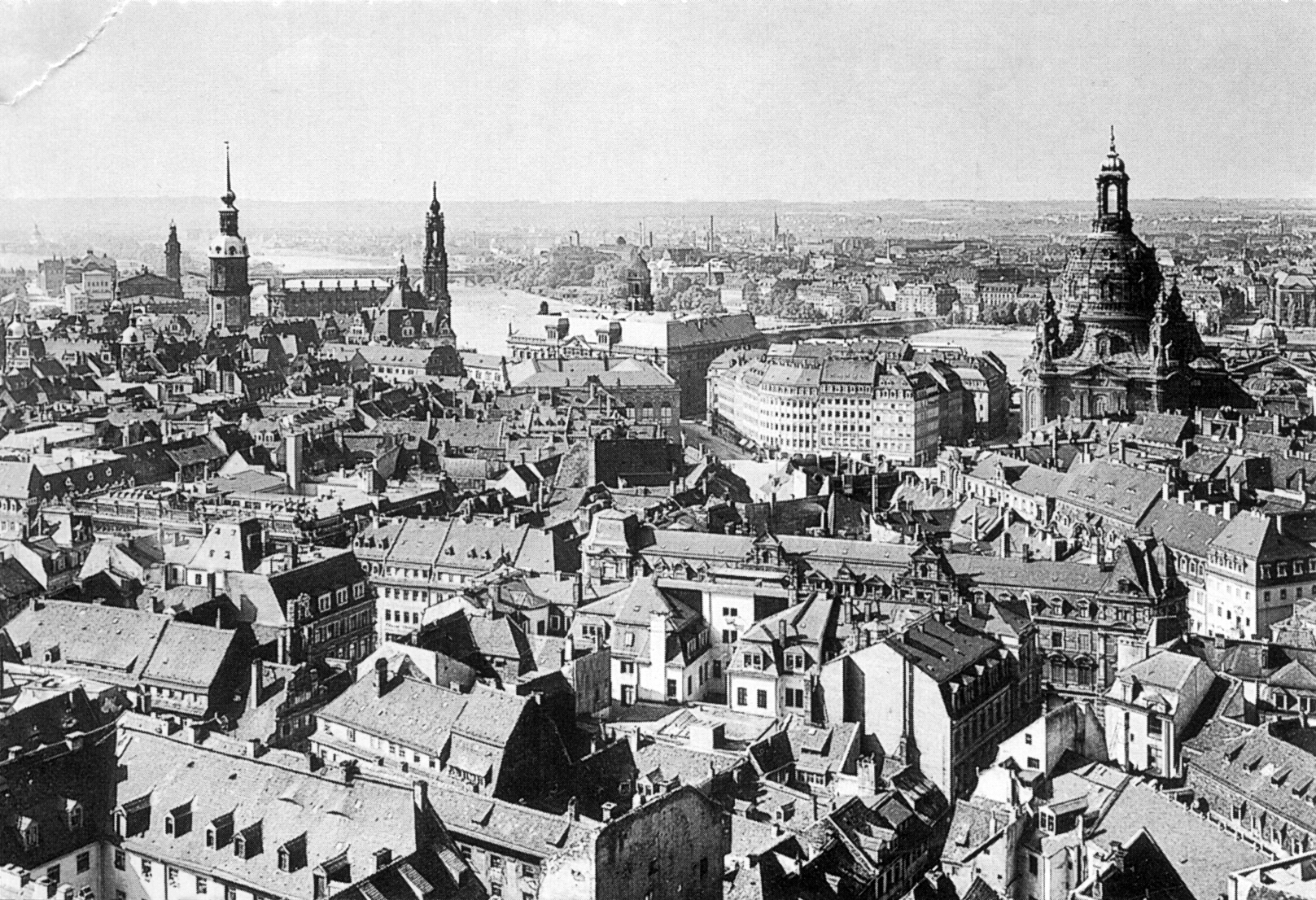
Vista sobre a Altstadt (cidade velha), 1910
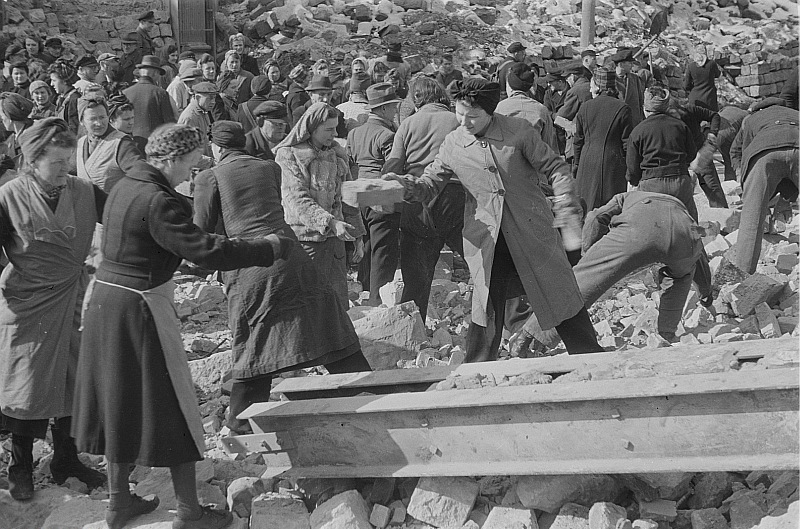
Desabrigados
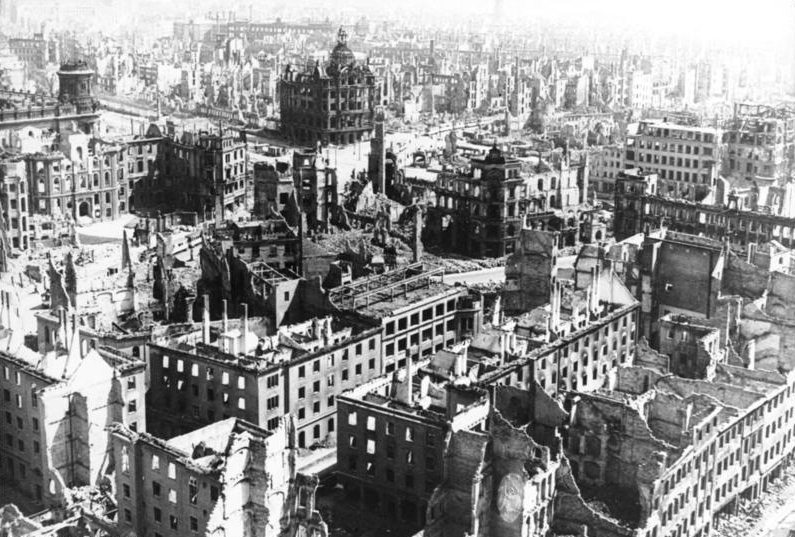
Mais de 90% do centro da cidade foi destruído